# فيلادامات
بلدية فيلادامات (بالإسبانية: Viladamat) هي بلدية تقع في مقاطعة جرندة التابعة لمنطقة كتالونيا شمال شرق إسبانيا.

## الديموغرافيا
بلغ عدد سكان بلدية فيلادامات 458 نسمة عام 2011 (وفقاً للمعهد الوطني الإسباني للإحصاء).
| 401 | 404 | 397 | 422 | 440 | 466 | 458 |